# Kowaliwka (Solotonoscha)
Kowaliwka (ukrainisch Ковалівка; russisch Ковалевка Kowalewka) ist ein Dorf im Nordosten der ukrainischen Oblast Tscherkassy mit etwa 600 Einwohnern (2012).

## Geschichte
In dem im 17. Jahrhundert gegründeten Dorf lebten 1971 1180 Menschen. Bis 2001 sank die Einwohnerzahl auf 700 und 2012 hatte das Dorf nur noch etwa 600 Bewohner.
In den 1840er Jahren wurde das Dorf zweimal von Taras Schewtschenko besucht, der hier den Adelsmarschall des Gouvernements Poltawa Alexei Kapnist (Алексей Васильевич Капнист; 1796–1867) traf. 1962 wurde im Dorf ein Denkmal für Taras Schewtschenko eingeweiht.

## Geografie
Die Ortschaft liegt am Ufer des Tschumhak (Чумгак), einem 72 km langen, rechten Nebenfluss der Orschyzja (Оржиця) einem Zufluss der Sula. Kowaliwka befindet sich 27 km nördlich vom ehemaligen Rajonzentrum Drabiw und etwa 98 km nördlich vom Oblastzentrum Tscherkassy. Östlich vom Dorf verläuft die Territorialstraße T–24–09 und nördlich von Kowaliwka verläuft die Bahnstrecke Lubny–Kiew.
Am 12. Juni 2020 wurde das Dorf ein Teil der neugegründeten Landgemeinde Schramkiwka, bis dahin bildete es zusammen mit dem Dorf Hretschaniwka (Гречанівка) die gleichnamige Landratsgemeinde Kowaliwka (Ковалівська сільська рада/Kowaliwska silska rada) im Norden des Rajons Drabiw.
Am 17. Juli 2020 kam es im Zuge einer großen Rajonsreform zum Anschluss des Rajonsgebietes an den Rajon Solotonoscha.